# Brève histoire de sept meurtres
Brève histoire de sept meurtres (titre original : A Brief History of Seven Killings) est le troisième roman de l'auteur jamaïcain Marlon James, publié aux éditions Riverhead Books.

## Résumé
Le roman survole plusieurs décennies et explore la tentative d'assassinat de Bob Marley (1945-1981) en Jamaïque à la fin des années 1970 et ses conséquences à travers les guerres du crack dans la ville de New York dans les années 1980 et les transformations de la Jamaïque dans les années 1990.

## Lieux
- Jamaïque : Montego Bay, Kingston (dont principalement les quartiers / ghettos / bidonvilles de Copenhagen City et Eight Lanes, et seulement évoqués ceux de Concrete Jungle, Rema et Balaclava), avec quelques policiers, quelques politiciens, quelques membres et dirigeants de gangs, quelques divers (travailleurs, chômeurs, etc) et Le Chanteur,
- USA : Miami, New-York, avec quelques trafiquants, quelques agents et dirigeants de la CIA, etc.

## Construction
Le livre se compose de cinq parties
1. Original Rockers (2 décembre 1976)
2. Ambush in the night (3 décembre 1976)
3. Shadow dancin' (15 février 1979)
4. White Lines / Kids in America (14 août 1985)
5. Sound Boy Killing (22 mars 1991)

Dans chacune des parties, le récit est pris en charge par chapitre par un intervenant différent.

## Personnages-narrateurs
- Sir Arthur George Lennings, ancien politicien, mort
- Bam-Bam, pistolero,
- Barry Diflorio, CIA
- Papa-Lo, alias Raymond Clarke, Don de Copenhagen City (1960-1979), proche du Chanteur
- Nina Burgess, ancienne réceptionniste au chômage
- Demus, membre du gang,
- Alex Pierce, journaliste de Rolling Stone
- William Foster Weeper, homme de main,
- Josey Wales, exécuteur en chef, Don de Copenhagen City (1979-11991), ainsi nommé en hommage au personnage du film Josey Wales hors-la-loi (1976)
- Kim Clarke, chômeuse, à Montego Bay
- Tristan Philipps, détenu à Miami, membre des Ranking Dons
- John-John K, tueur à gages à Miami
- Dorcas Palmer, auxiliaire de vie, à Miami

## Adaptation
La chaîne américaine HBO a acquis les droits pour une adaptation de son roman pour une série télévisée. Marlon James va adapter son roman pour la télévision et travailler en étroite collaboration avec Eric Roth, scénariste de nombreux films récompensés comme Forrest Gump, L'Étrange Histoire de Benjamin Button et Munich.

## Distinctions
- 2014 - Finaliste du prix National Book Critics Circle
- 2015 - Prix Anisfield-Wolf dans la catégorie fiction
- 2015 - Prix Minnesota Book dans la catégorie roman et nouvelle
- 2015 - Prix Booker[2]